# 天城堂
天城堂是中国南京的一座教堂，属于基督复临安息日会背景 ，位于玄武区高楼门24-28号。
1910年，美国基督复临安息日会传教士毕胜道进入南京，创立高楼门堂（高楼门28号）和白下路堂（白下路140号，1911年），同时也作为基督复临安息日会皖宁区会的总部。1946年安息日会在高楼门附设三育小学。1951年由市政府接办，称高楼门小学。
1958年，高楼门堂关闭，旧堂已被拆迁。1979年恢复聚会后，原安息日会信徒没有相对固定的宗教活动场所，只能先后在莫愁路堂、圣保罗堂副堂举行安息日聚会。2001年7月，保罗堂小礼堂危房改建，被迫与主日信徒共用圣保罗堂大堂，造成诸多不便。南京市政府为展现包容、博爱、开放、发展的新形象，体现宗教信仰自由政策的贯彻落实，同意在高楼门安息日会老教堂旧址上重建新教堂，供原安息日会信徒使用。
2008年，新教堂由深圳市建筑设计研究总院有限公司孟建民建筑研究所设计，项目占地面积1926㎡（3亩）、建筑面积3452平方米，工程总造价约2100万元。新教堂色泽洁白，造型简约，通过现代建筑语言重新诠释中西传统文化，获2013年度广东省注册建筑师协会第七次优秀建筑佳作奖 、2015原创建筑设计奖（中国·深圳）。2008年12月18日，新教堂奠基开工建造，2012年5月完工，7月投入使用，命名为天城堂。2013年10月23日，举行天城堂落成典礼。